# Tunji Kasim
Adetunji « Tunji » Kasim est un acteur écossais. Il est surtout connu pour ses rôles de Joe Bailey dans Nearly Famous, Ned Nickerson dans Nancy Drew et Adolphe IV dans La Reine Charlotte : Un chapitre Bridgerton.

## Biographie
Tunji Kasim est né à Aberdeen, mais a déménagé au Nigeria peu après sa naissance. Il y a vécu jusqu'à l'âge de 12 ans, puis la famille est revenue à Aberdeen et il a passé son adolescence à Kincorth. Sa mère est écossaise, institutrice d'école primaire et son père est nigérian, chercheur et chargé de cours à l'université d'Aberdeen.

## Filmographie

### Cinéma
- 2016 : Florence Foster Jenkins de Stephen Frears : Soldat Smith
- 2019 : Crime de guerre de Dan Krauss : Sergent Wallace
- 2019 : L'Art du mensonge de Bill Condon : Michael

#### Télévision
- 2007 : Nearly Famous : Joe Bailey (6 épisodes)
- 2013 : Rubenesque (téléfilm) : Clyde
- 2014 : Shetland : Hugo Scott (2 épisodes)
- 2019 : Cold Feet : Amours et petits bonheurs : Zack Aspin (saison 8, épisode 4)
- 2019 - 2023 : Nancy Drew : Ned « Nick » Nickerson (principal - 62 épisodes)
- 2020 : Avenue 5 : Technicien d'éclairage (saison 1, épisode 5)
- 2023 : La Reine Charlotte : Un chapitre Bridgerton : Adolphe IV, duc de Mecklembourg (4 épisodes)

### Théâtre
- 2006 : Inferno : Membre du chœur
- 2006 : Mazeppa : Membre du chœur
- 2006 : Monsieur Ripley : Reddington
- 2006 : Of Mice and Men : Crooks
- 2007 : Big White Fog : Le fils radicalisé des Masons
- 2007 - 2008 : The Brothers Size : Oshoosi
- 2008 : The Cracks in my Skin : Linden
- 2009 : Le Conte d'hiver : Florizel
- 2009 : Jules César : Romulus / Lucius
- 2009 : The Grain Store : Arsei Pechoritsa
- 2010 : Le Roi Lear : Edmond
- 2010 : Antoine et Cléopâtre : Mardian
- 2011 : American Trade : Pharus
- 2012 : La Duchesse d'Amalfi : Delio
- 2012 : But I Could Only Whisper : Marvin
- 2014 : Orlando : Membre du chœur
- 2014 : The Christmas Truce : Brisker / Franz Roper
- 2014 - 2016 : Peines d'amour perdues : Dumaine
- 2014 - 2016 : Beaucoup de bruit pour rien : Claudio
- 2016 : Les Blancs : Eric
- 2017 : Network : Frank Hackett
- 2018 - 2019 : Antoine et Cléopâtre : Auguste

## Distinctions

### Nominations
- 2010 : Ian Charleson Awards pour Jules César[2].